# Down on the Upside
Down on the Upside é o quinto álbum do grupo americano Soundgarden, lançado em 21 de maio de 1996 pela A&M Records. É o terceiro álbum da banda com o baixista Ben Shepherd. O álbum foi produzido pela própria banda que buscou um som mais cru e experimental neste registro.
O álbum liderou as paradas na Nova Zelândia e Austrália e estreou em segundo lugar no Canadá e na Billboard 200 dos Estados Unidos, tendo vendido 200 mil cópias em sua semana de estréia no mercado americano. O álbum gerou três singles de sucesso "Pretty Noose", "Burden in My Hand" e "Blow Up the Outside World". A banda participou do Lollapalooza de 1996 e depois saiu em uma turnê mundial para promover o álbum, que acabou sendo interrompida pela dissolução da banda por conta de divergências entre os integrantes. Down on the Upside vendeu 2 milhões de cópias nos Estados Unidos e aproximadamente 4 milhões em todo o mundo.

## Faixas
1. "Pretty Noose" (Chris Cornell) – 4:12
2. "Rhinosaur" (Matt Cameron, Cornell) – 3:14
3. "Zero Chance" (Ben Shepherd, Cornell) – 4:18
4. "Dusty" (Shepherd, Cornell) – 4:34
5. "Ty Cobb" (Shepherd, Cornell) – 3:05
6. "Blow Up the Outside World" (Cornell) – 5:46
7. "Burden in My Hand" (Cornell) – 4:50
8. "Never Named" (Shepherd, Cornell) – 2:28
9. "Applebite" (Cameron, Cornell) – 5:10
10. "Never the Machine Forever" (Kim Thayil) – 3:36
11. "Tighter & Tighter" (Cornell) – 6:06
12. "No Attention" (Cornell) – 4:27
13. "Switch Opens" (Shepherd, Cornell) – 3:53
14. "Overfloater" (Cornell) – 5:09
15. "An Unkind" (Shepherd) – 2:08
16. "Boot Camp" (Cornell) – 2:59